# Hunting Unlimited (серия игр)
Hunting Unlimited (дословно: рус. «Безграничная охота») — серия компьютерных игр в жанре симулятора охоты, издававшаяся компанией ValuSoft. Первая игра серии была сделана студиями SCS Software, Sunstorm Interactive и ARUSH Entertainment; начиная со второй разработка перешла к SCS Software, а последнюю сделала фирма ARB Studios.
На территории России и стран СНГ разные игры серии издавали компании «Акелла» и «Новый Диск».
Все основные игры серии были выпущены только для персонального компьютера и используют игровой движок Prism3D, существует также несколько частей, выпущенных для мобильных устройств.

## Игры серии

### Основные
- 2001 — Hunting Unlimited (разработчики: SCS Software, Sunstorm Interactive и ARUSH Entertainment[англ.][3][4])
- 2003 — Hunting Unlimited 2 (разработчик: SCS Software при участии ARUSH Entertainment[5][6])
- 2004 — Hunting Unlimited 3[К 3] (разработчик: SCS Software при участии ARUSH Entertainment[8][9])
- 2006 — Hunting Unlimited 4[К 4] (разработчик: SCS Software[11])
- 2007 — Hunting Unlimited 2008[К 5] (разработчик: SCS Software[13])
- 2008 — Hunting Unlimited 2009 (разработчик: SCS Software[14])
- 2009 — Hunting Unlimited 2010 (разработчик: SCS Software[15])
- 2010 — Hunting Unlimited 2011 (разработчик: ARB Studios[16])

### Прочие
- 2009 — Hunting Unlimited Big Game (разработчик: Magmic[англ.][К 6][17])
- 2009 — Hunting Unlimited 2010 (разработчик: THQ Wireless[К 7][18])
- 2010 — Hunting Unlimited '11 (разработчик: THQ Wireless[К 7][19])

## Сборники
В 2005 году первые три части были изданы в виде сборника — Hunting Unlimited: Trophy Collections. 
В 2015 году все части серии вошли на DVD ещё одного сборника ValuSoft — The Complete Collection of 3 Classic Franchises, вместе с 18 Wheels of Steel и Prison Tycoon.